# Тосег
Тосег (Tószeg) — пагорб-телль у східній Угорщині у 12 км на південь від міста Сольнок із залишками багатошарового поселення бронзової доби (2-ге сторіччя до Р. Х.).
Розкопки ведуться з перервами з 1870-их років. За шарами Тосега досліджена його статиографія за якою бронзова доба Угорщини розбита на періоди (археологи Г. Чайлд, Ф. Томпа, А. Можолич). Деякі археологи відзначають невідповідність шарів Тосега з шарами пам'яток Західної Угорщини.
За третьою стадією телля Тосег названа археологічна культура Фюзешабонь (угор. Füzesabony). Культура Фюзешабонь є угорською назвою Отоманьської культури. Фюзешабонь датується 16-15 сторіччями до Р. Х.